# Japan Home Video
Japan Home Video Inc. (JHV) (ジャパンホームビデオ株式会社 or Japanhomubideo Kabushikigaisha) est une société médias japonaise, qui produit et distribue des films et vidéos et elle est également impliquée dans la programmation TV et logiciels de jeux. Il utilise l'étiquette Alice Japan (アリスJAPAN) pour sa vidéo adulte production.